# 高雄廣播電臺
高雄廣播電臺，簡稱KBS廣電，是台灣高雄市的一家公營廣播電台，隸屬高雄市政府新聞局，1982年6月28日開播；目前高雄廣播電台是台灣唯一有收播時段的廣播電台。

## 收聽頻率
| 收聽頻率                                                             | 開播日期      | 播放地區                               |
| -------------------------------------------------------------------- | ------------- | -------------------------------------- |
| 調幅台：AM 1089千赫                                                  | 1982年6月28日 | 僅涵蓋高雄市                           |
| 調頻台：FM 94.3兆赫                                                  | 1991年6月28日 | 涵蓋嘉義縣以南，台南市、高雄市、屏東縣 |
| 每日上午二時至上午六時收播（網路直播不受影響，收播時段仍繼續播出）。 |               |                                        |

## 組織概況

### 本臺
- 高雄市政府
  - 新聞局
    - 高雄廣播電臺

### 業務單位
- 節目組：掌理節目設計、編排、製作、播出及檢聽等事項。
- 新聞組：掌理新聞採訪撰稿、編輯、錄音訪問等事項。
- 工程組：掌理各項電機器材之裝置、操作、修護及保養等事項。
- 行政室：掌理一般行政、文書、研考、財產管理、物品購置等事項。
- 會計員：依法辦理歲計、會計及統計事項。
- 人事管理員：依法辦理人事管理業務。

## 簡史
- 1981年9月1日，高雄市政府新聞處第二科科長顏榮昌兼代高雄市政廣播電台籌備處主任。
- 1982年6月28日，「高雄市政廣播電台」開播，第一任臺長由新聞處第二科科長顏榮昌兼代。
- 1982年7月7日，第二任臺長到職，由高雄市政府新聞處主任秘書何文雄兼代。
- 1983年7月1日，高雄市政廣播電台成立「新聞組」。
- 1991年6月28日，高雄市政廣播電台調頻台（FM 94.3兆赫）開播。
- 1992年1月1日，高雄市政廣播電台改名高雄廣播電台。
- 1997年9月29日，高雄廣播電台調幅台開始播出高雄市立空中大學教學節目。
- 2000年9月27日，台視與高雄廣播電台簽約，高雄廣播電台自2000年10月1日起聯播《台視晚間新聞》。
- 2001年10月10日，高雄廣播電台聯播英國廣播公司新聞節目《Newshour》與《The World Today》。
- 2008年5月1日，高雄廣播電台和公視聯播公視主頻各節新聞。
- 2008年12月23日，高雄廣播電台成立「市政廣播行銷中心」，並舉辦市政廣播行銷中心「試運轉」記者會。
- 2009年2月2日，高雄廣播電台市政廣播行銷中心成音設備完成測試，正式啟用。

## 重大事件
《彩虹時代廣場》停播事件
2006年1月11日，台灣同志人權協會常務理事詹銘洲不滿他主持的高雄電台節目《彩虹時代廣場》於2006年1月1日遭停播，而到高雄市政府新聞處陳情，漢生病病友團體到場聲援。高雄電台是以「節目個人立場強烈、表現與社會對抗色彩」等理由不再與詹銘洲續約。詹銘洲宣稱自己是因為在節目中批評高雄捷運外勞弊案與樂生療養院議題而遭解約，並批評高雄市政府打壓同性戀權利、實施「政治審查、性向審查、思想檢查、戒嚴復辟」。同日，高雄市政府新聞處處長王時思強調，詹銘洲有多次遲到、開天窗的紀錄，節目內容出現不雅的性用語，節目評分偏低，「審議委員會」審核解除詹銘洲的職務，更換主持人是為了「維持節目品質」。《彩虹時代廣場》停播之後，由高雄師範大學「同志文化研究社」與高雄醫學大學「女性議題研究社」合製的節目《六色彩虹》接檔。同日，高雄市政府新聞處秘書莊盛晃在與詹銘洲溝通時，批評詹銘洲的節目：「粗糙！常放音樂開天窗，還從台北call-in回來主持。」莊盛晃並批評：「葉菊蘭（當時高雄市代理市長）先生（指葉菊蘭的丈夫鄭南榕）是因人權燒死的，王時思跟我為人權奮鬥幾十年，人權我很懂啦！」

## 外部連結
- 高雄廣播電台 （页面存档备份，存于）
- 高雄廣播電臺 943就是讚！的Facebook專頁